# 林 (長野原町)
林（はやし）は、群馬県吾妻郡長野原町の大字。郵便番号は377-1309。面積は6.94km2。

## 地理
吾妻川中流左岸に位置しており、旧地域は八ッ場ダム建設でダム湖（八ッ場あがつま湖）に水没するため、2011年より集落を順次北側の高台に移転した。

### 河川
- 吾妻川

### 山岳
- 玉城山

## 歴史
貞享3年に長野原町から分村し、独立した。江戸時代に入ると、はじめは沼田藩領、元和元年から幕府領だった。
1986年に「八ッ場ダムの建設に関する基本計画」が策定された。この八ッ場ダム建設により旧地域はダム湖に沈んでしまうこととなったため、予定湖面より高い地点に移転を始めた。2011年には国道145号八ッ場バイパスが代替地で開通した。

### 年表
- 1889年 町村制施行により林村など10町村が合併し、長野原町が誕生した。そのため吾妻郡長野原町大字林村となった。
- 1917年 大字下の町村を削除したため、大字○○村は大字○○になったことで同字は吾妻郡長野原町大字林となった。
- 2011年4月25日 不動大橋が開通する。
- 2011年12月20日 同字を通る国道145号八ッ場バイパスが代替地で開通。これにより代替地への移転が始まる。[5]
- 2013年4月27日 道の駅八ッ場ふるさと館が開駅する。
- 2019年10月 八ッ場ダムの試験湛水開始により、旧地域周辺がダム湖（八ッ場あがつま湖）に水没。

### 地名の由来
上野九牧のうち拝志牧は「林」で、当地方と考える説がある。

## 世帯数と人口
2017年（平成29年）8月31日現在の世帯数と人口は以下の通りである。
| 大字 | 世帯数 | 人口  |
| ---- | ------ | ----- |
| 林   | 94世帯 | 242人 |

## 小・中学校の学区
町立小・中学校に通う場合、学区は以下の通りとなる。
| 番地 | 小学校               | 中学校                 |
| ---- | -------------------- | ---------------------- |
| 全域 | 長野原町立中央小学校 | 長野原町立長野原中学校 |

## 交通

### 鉄道
同字に鉄道駅はない。最寄駅はJR東日本吾妻線川原湯温泉駅である。

### 道路
国道は国道145号八ッ場バイパスが通っている。県道は群馬県道375号林岩下線、群馬県道376号林長野原線が通っている。
国道145号八ッ場バイパスが開通するまでは旧同字に旧国道145号が通っていた。
橋
- 不動大橋
- 丸岩大橋

トンネル
- 玉城山トンネル - 群馬県道376号林長野原線

## 施設
- 道の駅八ッ場ふるさと館
- やんば天明泥流ミュージアム・長野原町立第一小学校旧校舎
- 林温泉 かたくりの湯

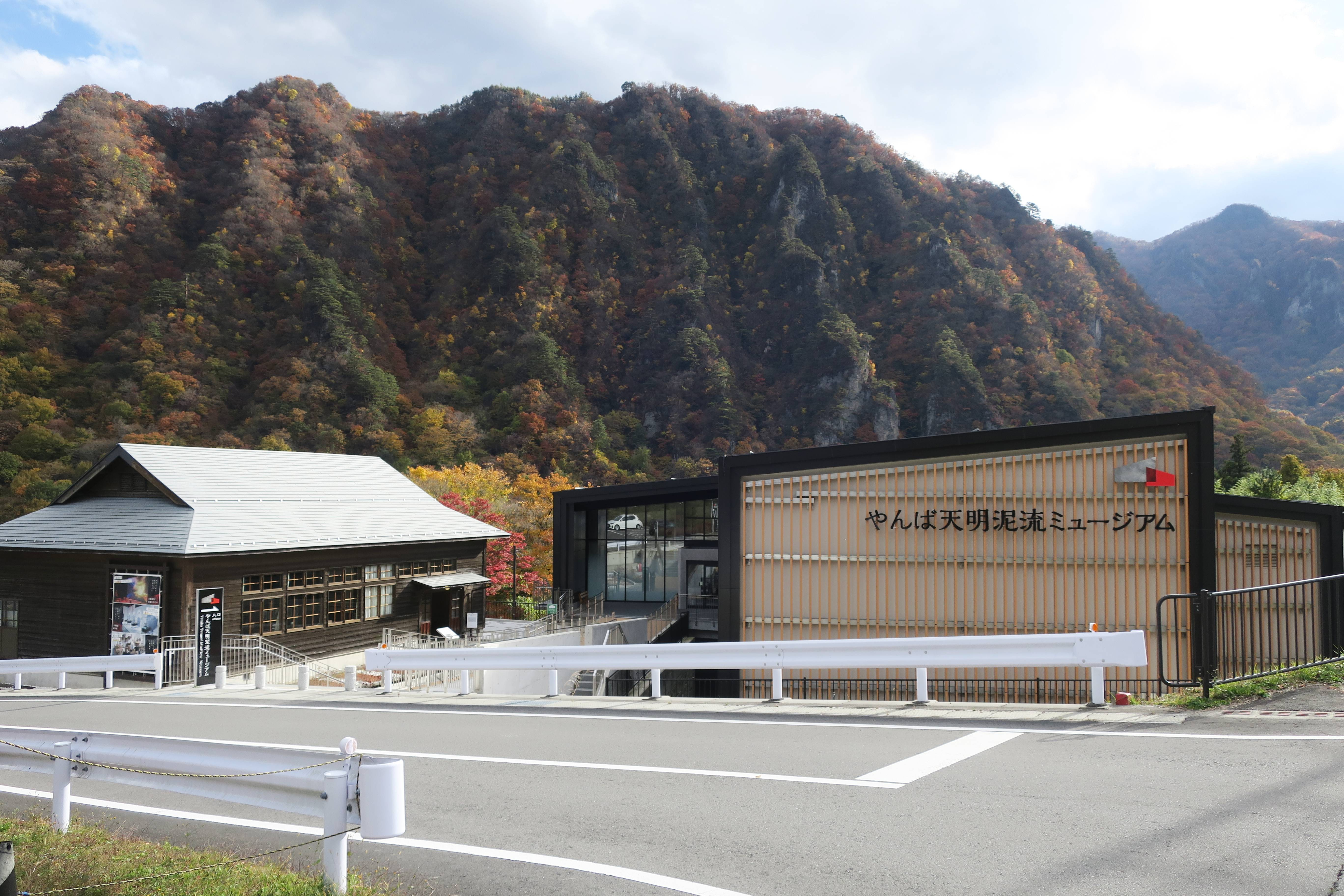
やんば天明泥流ミュージアム
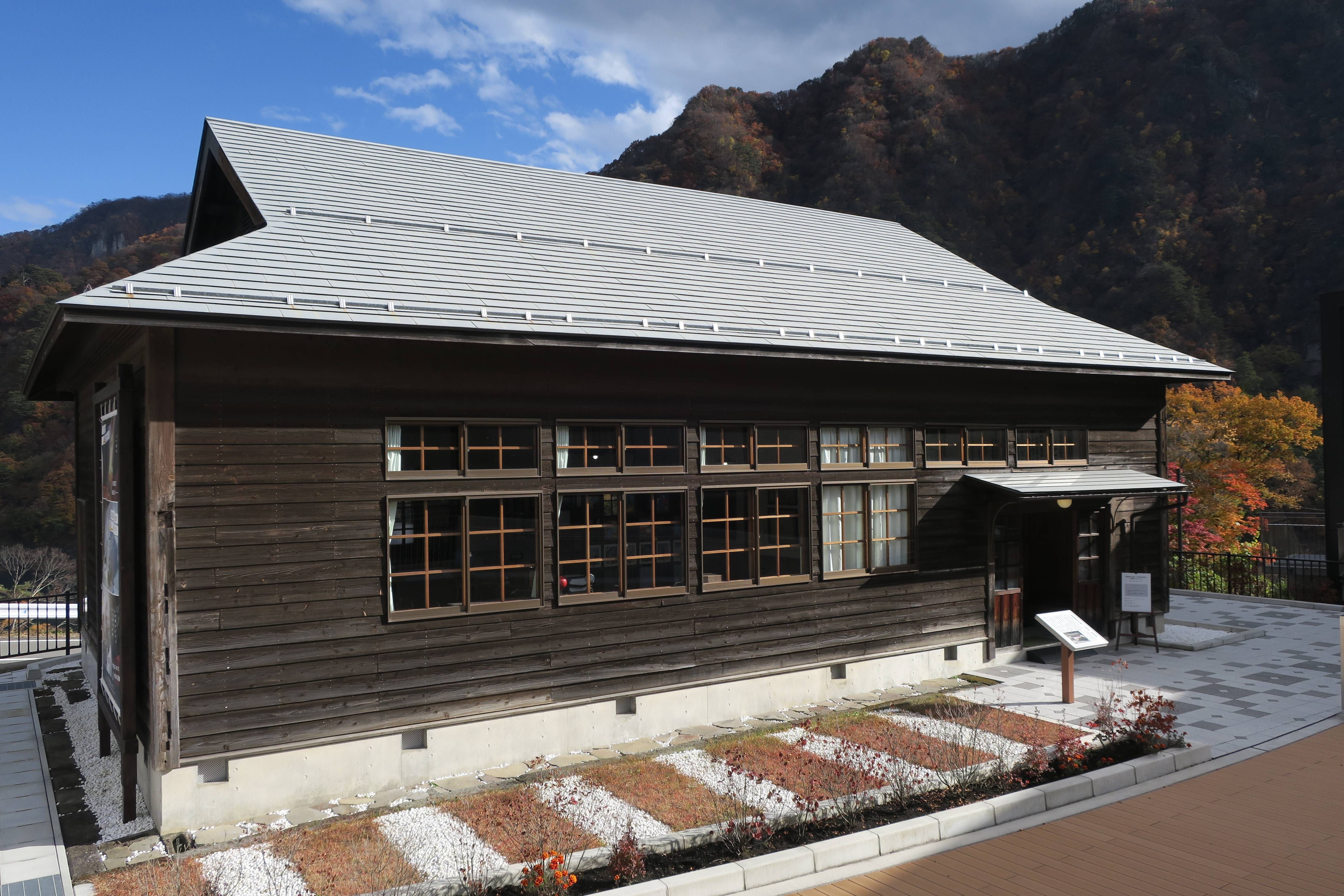
第一小学校旧校舎

## 避難所
当町には長野原町から指定された避難所が2つある。
- 長野原町立第一小学校
- 林住民センター